# ニコラス・カミンズ
ニコラス・カミンズ（Nicholas Cummins、1985年8月4日 - ）は、イギリスの車いすラグビー選手。イングランドレスター出身。

## 略歴
2014年、24歳から車いすラグビーを始める。
2016年、リオデジャネイロパラオリンピック競技大会テストイベントのイギリス代表に選ばれる。
そして2021年、東京2020パラオリンピック競技大会イギリス代表に選ばれて金メダル獲得。